# Шамињи
Шамињи (фр. Chamigny) је насељено место у Француској у региону Париски регион, у департману Сена и Марна.
По подацима из 2011. године у општини је живело 1300 становника, а густина насељености је износила 91,42 становника/km².

## Демографија
| 1962. | 1968. | 1975. | 1982. | 1990. | 2011. |
| ----- | ----- | ----- | ----- | ----- | ----- |
| 436   | 496   | 769   | 1.118 | 1.237 | 1.300 |